# Daniele Vergnaghi
Daniele Vergnaghi (né le 16 septembre 1972 à Milan) est un joueur de volley-ball italien. Il mesure 1,93 m et joue libero. Il totalise 61 sélections en équipe nationale d'Italie.

## Clubs
| Club                | Pays   | De        | À         |
| ------------------- | ------ | --------- | --------- |
| Gonzaga Milan       | Italie | 1989-1990 | 1994-1995 |
| Pallavolo Brescia   | Italie | 1995-1996 | 1996-1997 |
| Pallavolo Parme     | Italie | 1997-1998 | 1997-1998 |
| Volley Milan        | Italie | 1998-1999 | 2002-2003 |
| Pallavolo Plaisance | Italie | 2003-2004 | 2003-2004 |
| Piemonte Volley     | Italie | 2004-2005 | 2008-2009 |

## Palmarès
- En club
  - Coppa Italia : 2006
  - Coupe des Coupes : 1993

- En équipe nationale d'Italie
  - Ligue mondiale : 1995